# Aerostatica
L'Aerostatica è una branca delle scienze fisiche relativa ai fluidi (fluidostatica) in particolare a quella dei gas.
In condizioni stazionarie un gas risponde a determinate leggi fisiche. L'aerostatica in particolare studia lo sviluppo delle forze in relazione allo stato del gas e dei corpi ivi presenti.
La risoluzione di un qualsiasi modello matematico-fisico in aerostatica comporta la ricerca di soluzioni di equazioni rappresentative di diverse proprietà fisiche dell'aria, tra le quali la pressione, la densità e la temperatura, in funzione dello spazio e della sua geometria.
Sebbene sia Archimede, che gli scienziati Daniel Bernoulli e Blaise Pascal si siano occupati principalmente di scienze idrauliche, in seguito ci si rese conto che gli stessi principi si potevano applicare alle scienze che si occupavano dei gas e dell'atmosfera.
Lo scienziato Evangelista Torricelli, in particolare, fu il primo a costruire uno strumento per misurare efficacemente la pressione atmosferica tramite il suo Barometro.
L'Aerostatica è quindi parte dell’aerotecnica ed in particolare applicabile agli aerostati, ovvero alle mongolfiere, ai palloni aerostatici a gas, ai dirigibili ed alle aeronavi.
Applicando il principio di Archimede, i Fratelli Montgolfier realizzarono il loro primo volo aereo tramite un pallone ad aria calda il 14 Dicembre del 1782.

## Modelli fisico matematici
All'aerostatica sono afferenti le vari Leggi fisiche che nel corso della storia delle scienze si sono individuate.
In particolare sono applicabili le Leggi della Termodinamica, con le due Leggi di Gay-Lussac, la Legge di Charles, la Legge di Boyle, la Legge di Avogadro e la Legge di Dalton.
Per la distribuzione dello stato di sforzo e delle Forze agenti o interagenti tra fluidi e corpi, si applicano le Leggi di Archimede, le Leggi di Pascal e la Legge di Stevino.